# Вулли, Патрисия
Патрисия Вулли (англ. Patricia Woolley; род. 1932, Денмарк, Западная Австралия) — австралийский зоолог, специалист по биологии сумчатых.

## Биография
Патрисия Вулли родилась в 1932 году в Денмарке (Западная Австралия). Первоначально изучала математику и физику в Университете Западной Австралии в Перте, однако затем сменила специальность на зоологию. Получив степень бакалавра в 1955 году, она осталась работать в университете в качестве ассистентки профессора Гарри Веринга, специалиста по биологии сумчатых. Более всего её интересовали хищные сумчатые, изучением которых Вулли впоследствии будет заниматься на протяжении всей своей научной карьеры.
В 1960 году Вулли переехала в Канберру, где читала лекции по зоологии в Австралийском национальном университете. Там же она начала готовиться к защите докторской диссертации, изучая, в частности, особенности размножения и другие характеристики вида Antechinus agilis. Получив докторскую степень в 1966 году, с 1967 по 2000 год Патрисия Вулли занималась преподаванием и исследовательской работой в университете Ла Троба в Мельбурне. Её исследования морфологии пениса представителей рода Antechinus привели к пересмотру систематики этого рода. В 1980-х — 1990-х годах Вулли занялась изучением хищных сумчатых Новой Гвинеи, совершив несколько поездок туда и на острова Ару. В 1991 году она начала поиски сумчатой мыши Дугласа — вида, считавшегося вымершим — и в 1992 году ей удалось поймать первых животных, после чего она занялась разведением вида.
В 1999 году Патрисия Вулли стала почётным членом Австралийского общества изучения млекопитающих (Australian Mammal Society). В 2000 году она получила премию Общества женщин-географов (Society of Woman Geographers) за выдающиеся достижения. В 2001 году она была избрана пожизненным почётным членом Американского общества териологов (American Society of Mammalogists). В 2003 году Вулли получила Премию Эллиса Трафтона и медаль Австралийского общества изучения млекопитающих. В её честь был назван один из видов толстохвостых сумчатых мышей — сумчатая мышь Вулли.